# Польщиков Микола Семенович
Микола Семенович Польщиков (рос. Николай Семёнович Польщиков; нар. 2 березня 1945, Краснодар, РРФСР — пом. 7 березня 2017) — радянський футболіст, півзахисник.

## Життєпис
Займатися футболом розпочав у рідному місті, спочатку на дворовому рівні, а потім у секції клубу МЖК, де його першим тренером став Валентин Ковальов. З 1963 по 1964 рік виступав за юнацьку збірну СРСР.
На клубному рівні з 1963 по 1964 рік захищав кольори «Кубані». У 16 матчах забив 2 голи. Потім призваний до армії, через що довелося поміняти команду на ростовський СКА, у складі якого потім дебютував у вищій за рівнем лізі СРСР, де виступав до 1968 року, провівши за цей час 19 матчів та відзначився 1 голом.
З 1968 по 1969 рік грав за «Ростсільмаш», в 48 матчах відзначився 4 голами. У 1970 році виступав за жданівський «Азовець», був віце-капітаном команди, а в 1971 році поповнив ряди кишинівської «Молдови», за яку провів 33 матчі та відзначився 3 м'ячі. У 1972 році повернувся в «Кубань», в складі якої потім грав до 1973 року, провівши за цей час 52 матчі і відзначився 12 голами.

## По завершення кар'єри
Після завершення кар'єри футболіста команди майстрів продовжив грати на аматорському рівні, виступав за краснодарський колектив «Меблевик», з яким ставав володарем Кубку РРФСР серед аматорських команд. Окрім цього, займався тренерською та суддівською діяльністю, очолював спорткомплекс краснодарського «Вітамінкомбіната», працював з дітьми в СДЮСШОР-5.